# Norway Cup

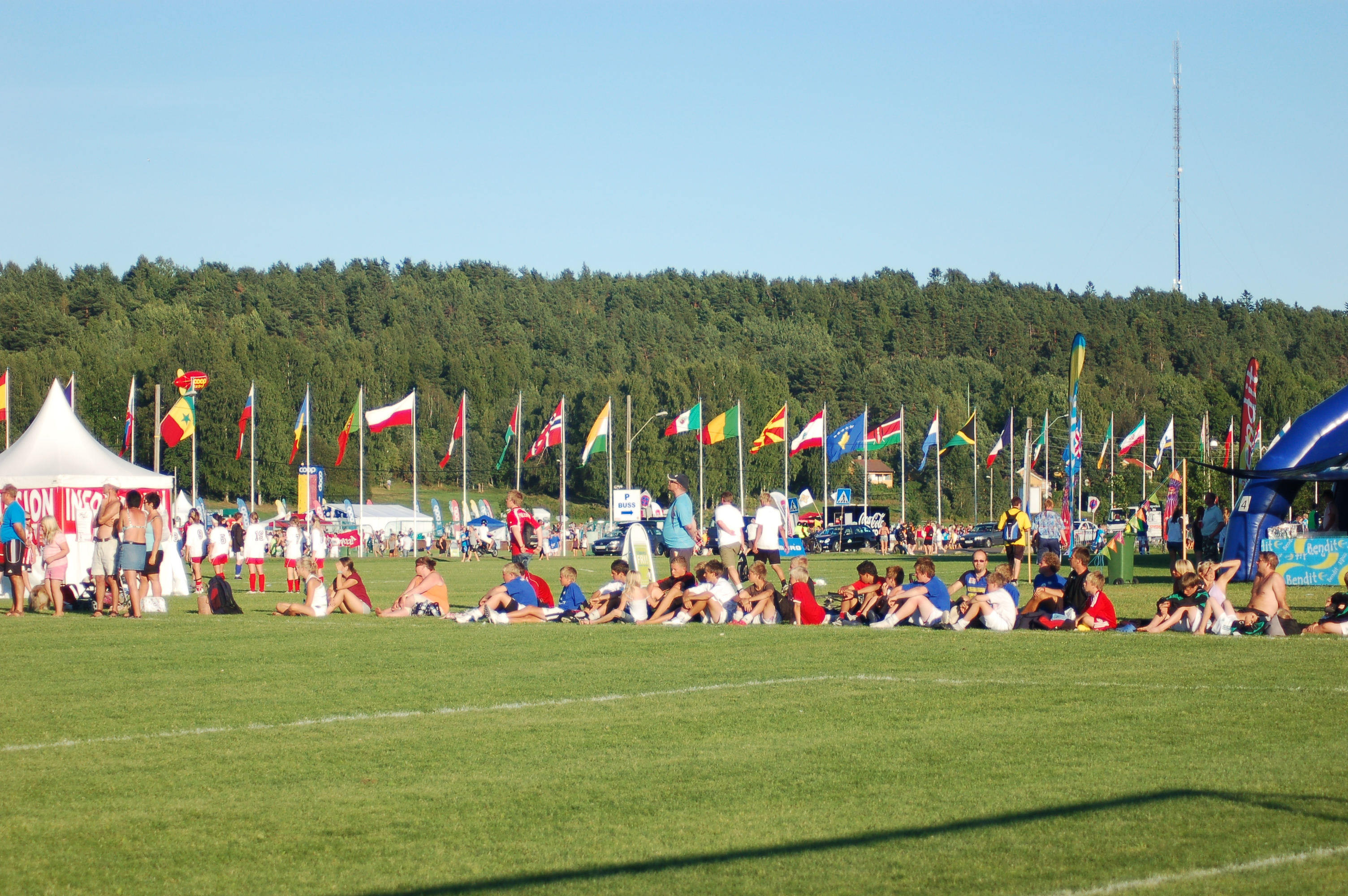
Norway Cup em 2008

A Norway Cup é um torneio internacional de futebol juvenil realizado em Oslo, na Noruega. Realiza-se anualmente desde 1972, com exceção de 1976 (devido a um conflito), 2020 e 2021 (devido à pandemia de COVID-19). É o maior torneio de futebol do mundo e conta com a participação de 1400 a 1700 equipes por ano - em 2023, a Norway Cup atingiu um recorde histórico com 2183 equipes. A Norway Cup consiste em torneios com idades compreendidas entre os 10 e os 19 anos, para ambos os sexos, tendo participado mais de 53.049 equipes ao longo da sua história. O torneio tem lugar em Ekebergsletta.
O torneio é organizado pelo Bækkelagets Sportsklub, sendo Pål Trælvik o seu secretário-geral. Os participantes vêm de 50 a 60 países.

## História
A primeira edição da Norway Cup data de 1972, com a participação de 420 equipes e 8400 atletas. Desde essa data, a competição também foi aberta a meninas, quatro anos antes de a Associação Norueguesa de Futebol reconhecer o seu campeonato.
A Norway Cup de 2000 contou também com a presença dos Freetown Vikings, uma equipe de Serra Leoa que, uma vez eliminada, viu vários dos seus jogadores procurarem asilo político na Noruega, não regressando assim ao seu país.
Ao longo dos anos, o evento foi aumentando o número de participantes, ao ponto de ser reconhecido como o maior torneio de futebol juvenil do mundo. Na edição de 2024, participaram 2133 equipes e 24.265 atletas.
Vários jogadores que participaram na Norway Cup fizeram posteriormente do futebol a sua profissão, nomeadamente Erik Mykland, John Carew, Ole Gunnar Solskjær e Steffen Iversen.